# Rubrius lineatus
Rubrius lineatus là một loài nhện trong họ Amaurobiidae.
Loài này thuộc chi Rubrius. Rubrius lineatus được miêu tả năm 1967 bởi Roth.